# 1957年西德聯邦議院選舉

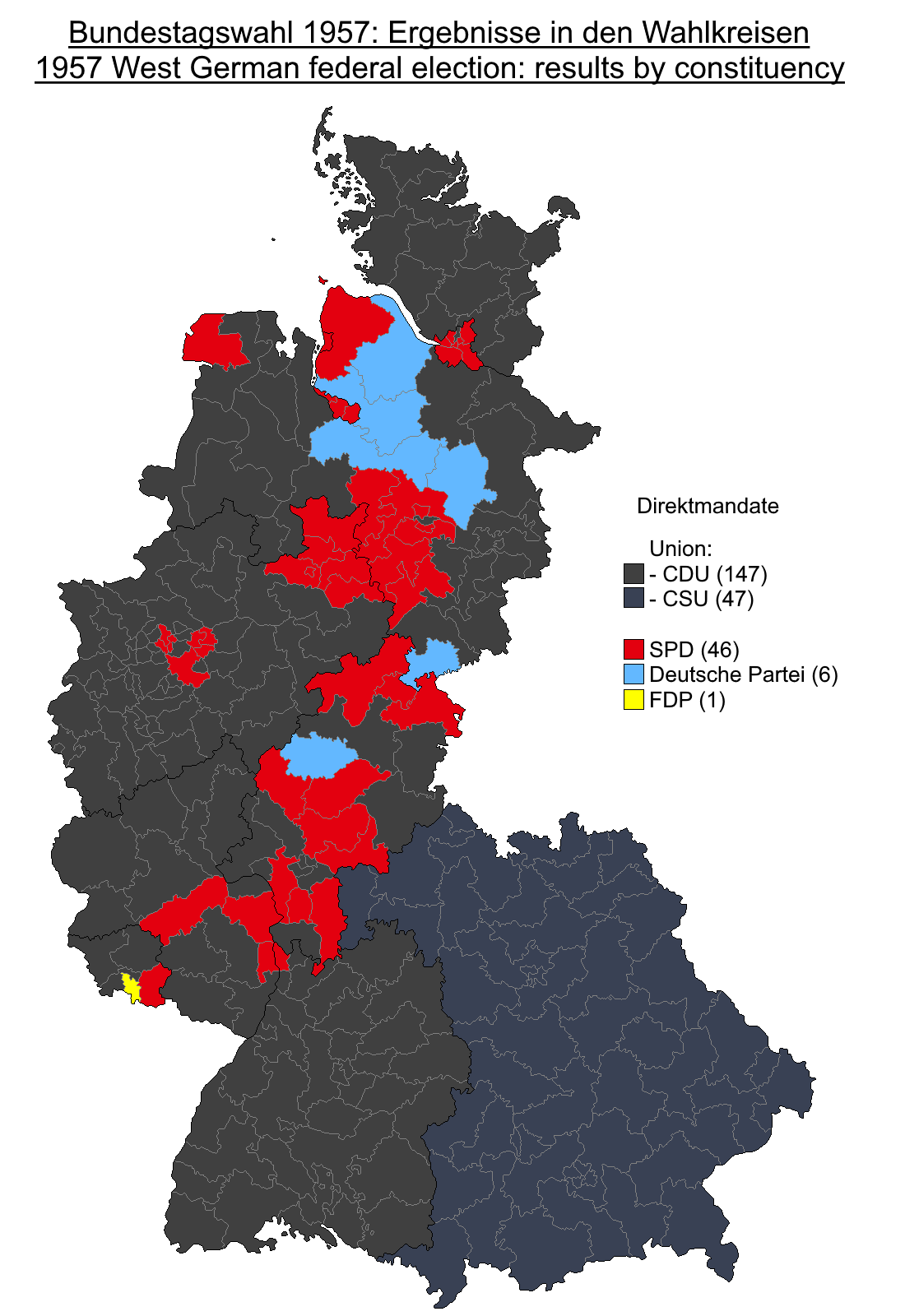
選舉結果

1957年西德聯邦議院選舉在1957年9月15日進行，選出第3屆西德聯邦議會。基督教民主聯盟維持了其最大政黨的地位，和其盟黨基督教社會聯盟組成的基民盟/基社盟，在519個議席中獲得277個議席。這次選舉是德國在二戰後迄今唯一一次有政黨在聯邦議會獲得單獨過半議席。這次選舉也是薩爾蘭第一次參與西德大選，也是西德第一次允許投遞郵寄選票。